# Tarsométatarse

Squelette de Pigeon, les tarsométatarses gauche et droit correspondent au numéro 8.

Le tarsométatarse, ou tarso-métatarse, est un os situé en bas de la patte arrière des squelettes d'oiseaux et de certains dinosaures.  Il est formé de la fusion de plusieurs os trouvés chez d'autres types d'animaux, et est l'homologue du tarse (cheville) et du métatarse (pied) des mammifères. Malgré cela, les tarsométatarses d'oiseaux sont souvent appelés simplement tarse ou métatarse.

## Histoire évolutive
Le tarsométatarse n'est pas fusionné chez Archéoptéryx. La fusion des os qui composent le tarsométatarse s'est faite chez tous les oiseaux, mais pas nécessairement d'une manière uniforme pour toutes les espèces. Chez les Néornithes, qui regroupent les oiseaux modernes, la fusion est la plus complète au niveau inférieur, du côté du tarse, bien que l'os soit aussi fusionné sur sa longueur alors que chez les Enantiornithes, un groupe de d'oiseaux disparu au Mésozoïque, la fusion de l'os est complète du côté du tarse mais moins forte du côté distal. C'est un exemple de convergence évolutive.
Il existe un autre exemple de convergence, comme celui des minuscules Heterodontosauridae, du groupe des Ornithopoda qui présentent la même fusion du métatarse et du tarse. Ces dinosaures bipèdes sont pourtant assez éloignés des oiseaux puisqu'ils sont issus de l'ordre des Ornithischia, alors que les oiseaux descendent des Saurischia, deux sous-ordres frères qui composent les dinosaures. Ornithopoda peut d'ailleurs être traduit par « pattes d'oiseau ». Les fossiles les plus anciens datent du Trias supérieur soit de plus de 200 millions d'années alors que les premiers oiseaux avec tarsométatarse ne sont datés que de 100 Ma. 

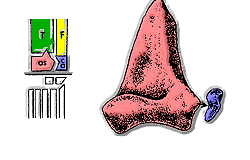
Mésotarse des dinosaures et Ptérosaures, probablement en fait de tous les Ornithodira.
Tibia Fibula
Astragale Calcaneum

.